# IC 349
IC 349 је рефлексиона маглина у сазвјежђу Бик која се налази на листи објеката дубоког неба у Индекс каталогу.
Деклинација објекта је + 23° 56' 23" а ректасцензија 3h 46m 20,0s. IC 349 је још познат и под ознакама CED 19I, Pleiades nebula (Merope).